# Cometa Hyakutake
La Cometa Hyakutake (pronuncia giapponese: [çakɯtake]; designazione ufficiale C/1996 B2) è una cometa scoperta il 30 gennaio 1996 che è passata molto vicina alla Terra nel marzo dello stesso anno, facendo registrare uno degli avvicinamenti cometari più prossimi al nostro pianeta degli ultimi 200 anni. Sebbene la cometa abbia raggiunto il suo culmine di luminosità solo per pochi giorni, apparve molto luminosa nel cielo notturno e fu vista da un gran numero di persone in tutto il mondo, attirando tra l'altro su di sé l'attenzione dell'opinione pubblica che era stata già risvegliata dall'attesa della promettente cometa Hale-Bopp, che si stava avvicinando in quel periodo al Sistema solare interno. È stata indicata come la Grande Cometa del 1996.
Le osservazioni scientifiche della cometa portarono a diverse scoperte notevoli. Tra tutte, la più importante per gli astronomi fu la scoperta di un'emissione di raggi X: era la prima volta che si notavano simili emissioni da parte di un corpo cometario. Si ritiene che l'emissione sia stata causata dall'interazione di particelle ionizzate del vento solare con gli atomi neutri della chioma della cometa. La sonda spaziale Ulysses attraversò la coda della cometa, del tutto inaspettatamente, trovandosi a ben 500 milioni di chilometri dal nucleo, mostrando che la Hyakutake fu la cometa con la più lunga coda finora segnalata.
La Hyakutake è una cometa a lungo periodo. Prima del suo passaggio più recente attraverso il Sistema solare, il suo periodo orbitale era di circa 17 000 anni, ma l'influenza gravitazionale dei giganti gassosi l'ha ora aumentato a 100 000 anni.

## Storia osservativa

### Scoperta

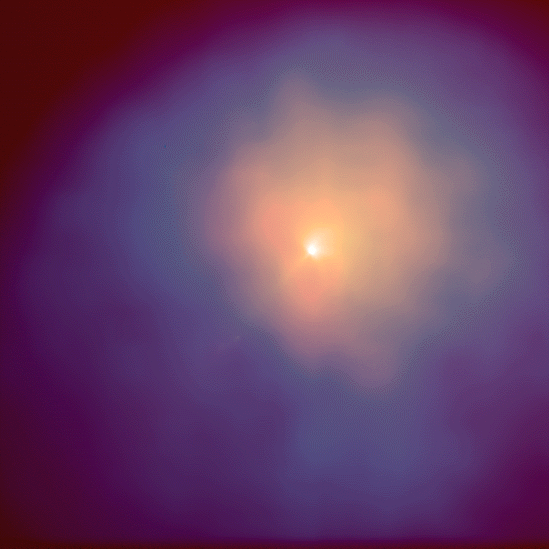
La cometa Hyakutake immortalata dal Telescopio spaziale Hubble il 4 aprile 1996, con un filtro a infrarossi.

La cometa fu scoperta il 30 gennaio 1996 da Yuji Hyakutake, un astronomo dilettante del Giappone meridionale. Stava cercando comete da qualche anno e si era trasferito a Kagoshima anche per approfittare dei cieli scuri delle vicine aree rurali. Per scrutare il cielo, nella notte della scoperta, stava utilizzando una serie di potenti binocoli con lenti da sei pollici (125 mm).
Hyakutake aveva già scoperto una prima cometa, la C/1995 Y1, poche settimane innanzi; mentre osservava nuovamente l'astro, che non divenne mai visibile ad occhio nudo dalla Terra, notò nel medesimo settore di cielo un'altra cometa, quasi nella stessa posizione della prima. Inizialmente non credette di aver scoperto una nuova cometa, ma riportò ugualmente l'osservazione all'Osservatorio Astronomico Nazionale Giapponese la mattina seguente. Poco più tardi, la scoperta fu confermata da osservatori indipendenti.
Al momento della scoperta la cometa era caratterizzata da una magnitudine apparente pari a 11,0, presentava una chioma di 2,5 arcominuti e si trovava a circa 2 unità astronomiche (UA) dal Sole. A posteriori fu possibile individuare un'immagine della cometa in una fotografia scattata il 1º gennaio precedente, quando l'astro si trovava ancora a 2,4 UA dal Sole, e la sua magnitudine apparente era pari a 13,3.

### Le prime indagini

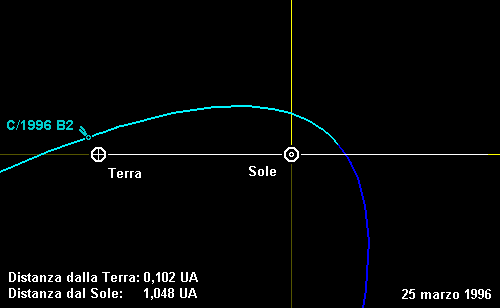
Immagine di parte dell'orbita della cometa, rappresentata nel punto di massimo avvicinamento alla Terra (il 25 marzo 1996).

Quando vennero eseguiti i primi calcoli sull'orbita della cometa, gli astronomi si resero conto che il 25 marzo l'astro avrebbe sfiorato la Terra, passando a sole 0,1 UA dal nostro pianeta. Solo quattro comete nel secolo precedente erano passate così vicine e, mentre già si discuteva entro la comunità astronomica della cometa Hale-Bopp come della futura grande cometa, la Hyakutake le rubò la scena quando le osservazioni dell'attività del nucleo lasciarono supporre che anch'essa sarebbe potuta diventare altrettanto spettacolare.
Le possibilità di diventare brillante erano sostenute inoltre dal fatto che la cometa, in base ai parametri orbitali ricavati, sembrava essere già passata per il Sistema solare attorno al 15.000 a.C.; questo significava che probabilmente l'astro aveva già effettuato dei passaggi vicino al Sole e non proveniva direttamente dalla nube di Oort, che contiene comete con periodi di passaggio di milioni di anni. Le comete che entrano per la prima volta nel sistema solare interno risplendono infatti per un breve periodo, dopo di che lo strato esterno di materiale volatile evapora: è stato il caso della cometa Kohoutek del 1973, che inizialmente venne annunciata come la "cometa del secolo", ma arrivò con modesta brillantezza all'appuntamento con gli osservatori. Comete più antiche invece mostrano comportamenti più predicibili e costanti dell'emissione luminosa.
Oltre ad avvicinarsi notevolmente alla Terra, il percorso della cometa comportava che sarebbe stata visibile di notte da tutto l'emisfero boreale, nella costellazione del Dragone ed a poca distanza dalla stella Polare. Anche questa era una circostanza insolita: molte comete si trovano vicino al Sole nel loro massimo momento di brillantezza, e non sono quindi facilmente osservabili nel cielo notturno.

### Il massimo avvicinamento alla Terra

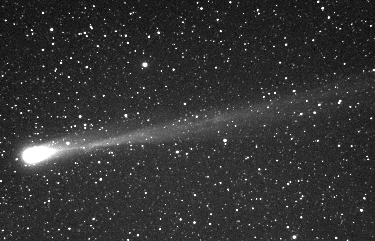
La cometa nella sera del suo massimo avvicinamento, il 25 marzo 1996.

La Hyakutake divenne visibile ad occhio nudo all'inizio del marzo 1996. A metà marzo era ancora poco appariscente, avendo appena raggiunto la quarta magnitudine, con una coda lunga 5 gradi nel cielo notturno terrestre. Nel corso dell'avvicinamento divenne rapidamente più brillante, e la coda si allungò. Il 24 marzo la cometa divenne uno dei più brillanti oggetti nel cielo notturno; la sua coda raggiungeva l'impressionante lunghezza di 35 gradi, e mostrava ormai un caratteristico colore blu-verdastro per via dell'emissione di carbonio biatomico (C2).
La cometa raggiunse il massimo avvicinamento alla Terra il 25 marzo, muovendosi così rapidamente da rendere visibile in pochi minuti lo spostamento in confronto allo sfondo stellato. Attraversò il cielo percorrendo la distanza apparente di un diametro di luna piena ogni 30 minuti. Gli osservatori stimarono in 0 la sua magnitudine, e la coda arrivò ad occupare 80 gradi. La sua chioma, ormai prossima allo zenit per gli osservatori delle medie latitudini settentrionali, si allargò fino a 1,5-2 gradi, quasi quattro volte il diametro della Luna piena, ed anche ad occhio nudo appariva distintamente verde.
Poiché la Hyakutake fu al suo massimo splendore solo per pochi giorni, non ebbe tempo per permeare l'immaginario pubblico come avrebbe fatto la cometa Hale-Bopp l'anno seguente. Molti osservatori europei, in particolare, non poterono osservarla a causa di condizioni meteo sfavorevoli. Tuttavia, molte persone che osservarono entrambe le comete al loro massimo considerarono la Hyakutake più impressionante.

### Perielio e allontanamento dal Sole
Dopo il suo approccio ravvicinato alla Terra, la luminosità della cometa diminuì rapidamente fino alla seconda magnitudine. Raggiunse il perielio il 1º maggio 1996, ritornando brillante e mostrando una coda di polveri, oltre a quella di gas vista durante il passaggio nei pressi del nostro pianeta. A questo punto però era molto vicina al Sole e non più osservabile ad occhio nudo. Fu osservata durante il passaggio del perielio dal telescopio orbitante per l'osservazione solare SOHO. Al perielio, la sua distanza dal Sole era di 0,23 UA, di gran lunga all'interno dell'orbita di Mercurio.
Nei giorni seguenti, la luminosità della Hyakutake diminuì rapidamente e per la fine di maggio non poteva più essere osservata ad occhio nudo. Il suo percorso orbitale la portò rapidamente nei cieli meridionali e venne seguita sempre meno. Il 24 ottobre 1996 presentava una magnitudine di 16,8; l'ultima osservazione risale al 2 novembre dello stesso anno.

## Studi orbitali

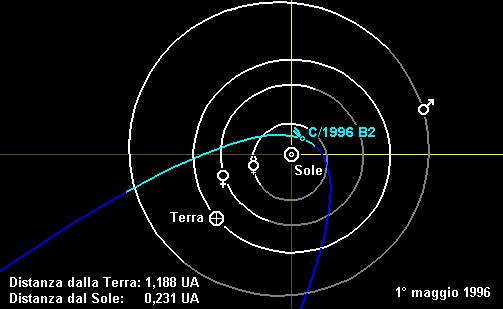
Tratto dell'orbita della Cometa Hyakutake compreso entro il Sistema solare interno.

La Cometa Hyakutake percorre un'orbita retrograda altamente eccentrica ed inclinata di circa 125° rispetto al piano dell'eclittica. L'afelio è raggiunto a migliaia di unità astronomiche dal Sole, mentre il perielio è interno all'orbita di Mercurio. Per la quasi totalità della sua orbita, la cometa è al di sotto del piano dell'eclittica. Durante il passaggio del 1996, il nodo ascendente è stato attraversato in prossimità dell'orbita di Marte, mentre il nodo discendente pochi giorni dopo il perielio, quando la cometa si trovava ancora ad una distanza dal Sole inferiore rispetto al raggio medio dell'orbita di Mercurio.
La Hyakutake era passata nel Sistema solare interno circa diciassettemila anni prima del suo ultimo transito; l'interazione gravitazionale con i giganti gassosi durante il passaggio del 1996 ha modificato la sua orbita, allargandola, per cui il suo ritorno non è previsto prima di circa 72.000 anni. Secondo altre stime, invece, ci sarà da attendere altri 114.000 anni.

## Composizione
Gli osservatori terrestri hanno rilevato nella Hyakutake la presenza di vari composti di carbonio, idrogeno, ossigeno, azoto e zolfo, in particolare l'acqua (H2O), il monossido di carbonio (CO), l'anione amminico (NH2-), il cianuro (CN), l'acido cianidrico (HCN) ed il monosolfuro di carbonio (CS). Sono state identificate inoltre, per la prima volta in un corpo cometario, tracce di etano (C2H6) e metano (CH4). L'analisi chimica ha mostrato che etano e metano erano pressappoco presenti nella stessa proporzione, implicando che si potesse trattare di ghiacci formatisi negli spazi interstellari a grande distanza dal Sole, che avrebbe fatto evaporare le molecole volatili. I ghiacci della Hyakutake devono essersi formati a temperature inferiori ai 20 K, probabilmente in una nube interstellare più densa della norma.
La quantità di deuterio nel ghiaccio d'acqua presente sulla cometa è stata determinata attraverso l'analisi spettroscopica. È stato scoperto che il rapporto tra deuterio e idrogeno (noto come rapporto D/H) era di circa 3×10−4: a titolo di confronto, il rapporto D/H degli oceani terrestri è pari a 1,5×10−4. È stata avanzata l'ipotesi che le collisioni di comete con la Terra possano aver apportato parte dell'acqua degli oceani, ma l'alto rapporto D/H misurato nella Hyakutake, nella Hale-Bopp e nella Cometa di Halley hanno rimesso in discussione questa teoria.

## Emissione di raggi X

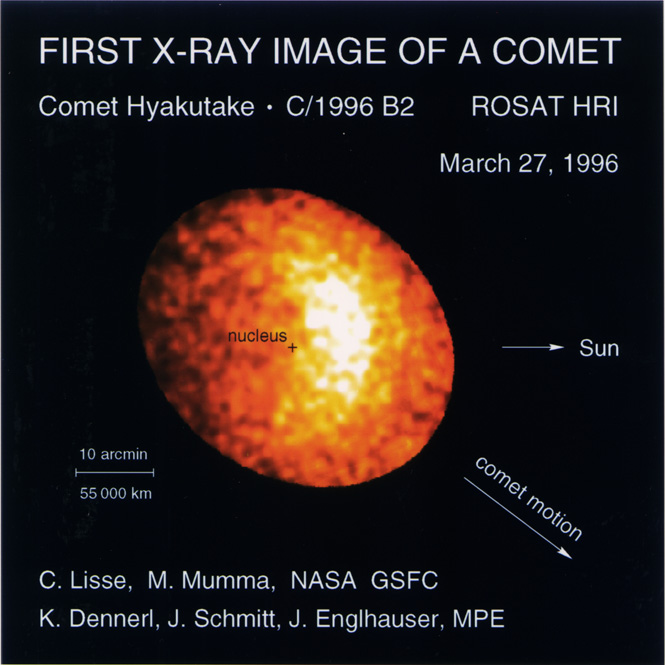
Emissioni di raggi X dalla Hyakutake, rilevati dal satellite ROSAT.

Una delle grandi sorprese del passaggio della Hyakutake attraverso il Sistema solare interno è stata la scoperta della forte emissione di raggi X, osservata dal satellite ROSAT. Per la prima volta è stato osservato questo tipo di comportamento in una cometa, ma gli astronomi hanno poi scoperto che quasi ogni cometa sembra emettere raggi X. Le emissioni della Hyakutake furono brillanti ed avevano la forma di una falce intorno al nucleo, con le estremità rivolte sul lato opposto al Sole.
Le cause delle emissioni di raggi X sono identificabili in una combinazione di diversi meccanismi. La riflessione dei raggi X provenienti dal Sole è osservata in altri oggetti del Sistema solare come la Luna, ma anche utilizzando un modello semplificato che prevede la più alta riflettività nei raggi X possibile per molecole e grani di polvere, non è sufficiente a spiegare l'intero flusso proveniente dalla Hyakutake, poiché la chioma della cometa era comunque tenue e diffusa. L'interazione tra il vento solare e il materiale della cometa è stato il principale contribuente al fenomeno. Osservazioni della Cometa C/1999 S4 (LINEAR) con il satellite Chandra nel 2000 determinarono che i raggi X osservati da quella cometa furono prodotti principalmente da collisioni tra ioni di azoto, carbonio ed ossigeno presenti nel vento solare ed atomi neutri, prevalentemente idrogeno, presenti nella chioma cometaria.

## Dimensione del nucleo e attività

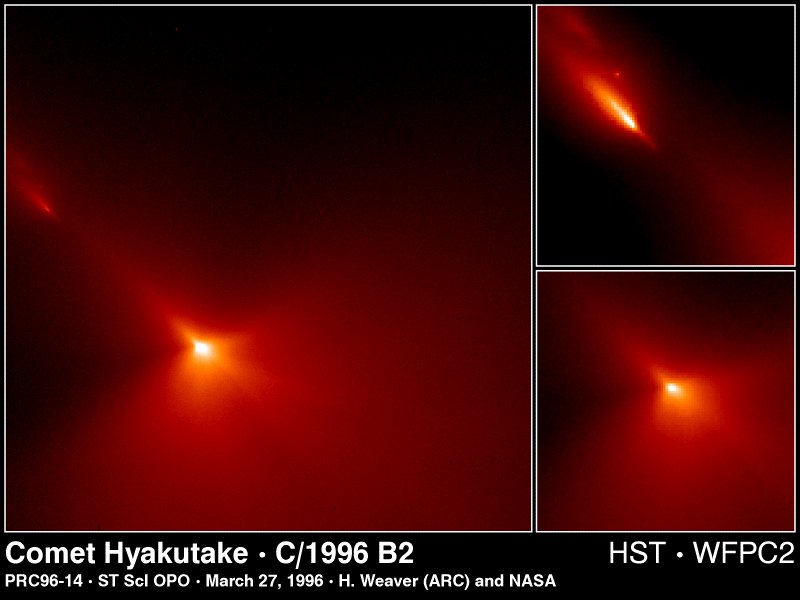
La regione intorno al nucleo della Cometa Hyakutake, vista dal Telescopio spaziale Hubble. Si possono vedere alcuni frammenti in corso di distacco.

I rilievi radar dell'Osservatorio di Arecibo indicarono che il nucleo della cometa era di circa 2 km di diametro, circondato da una nuvola di elementi di piccole dimensioni espulsi dalla cometa a pochi metri al secondo. Questa misura del nucleo corrisponde bene con quella indiretta stimata dalle emissioni nell'infrarosso e dalle osservazioni radio.
La piccola dimensione del nucleo (la Cometa di Halley è grande circa 15 km, mentre la Hale-Bopp è di circa 40 km di diametro) implica che la Hyakutake è rimasta molto attiva per essere così brillante. Molte comete sono soggette a rilascio di gas solo da una piccola parte della superficie, ma la maggior parte della superficie della Hyakutake sembrava essere attiva.
La velocità di produzione delle polveri è stata stimata in circa 2×10³ kg/s all'inizio di marzo, innalzatasi a 3×104 kg/s con l'avvicinamento al perielio. Nello stesso periodo la velocità di eiezione è aumentata da 50 m/s a 500 m/s.
Osservazioni del materiale espulso dal nucleo hanno permesso agli astronomi di stabilirne il periodo di rotazione. Mentre la cometa si avvicinava alla Terra, è stato osservato un grande sbuffo o bolla di materiale espulso in direzione del Sole ogni 6,23 ore. Una seconda espulsione più piccola con lo stesso periodo ha confermato il valore del periodo di rotazione del nucleo.

## Esplorazione

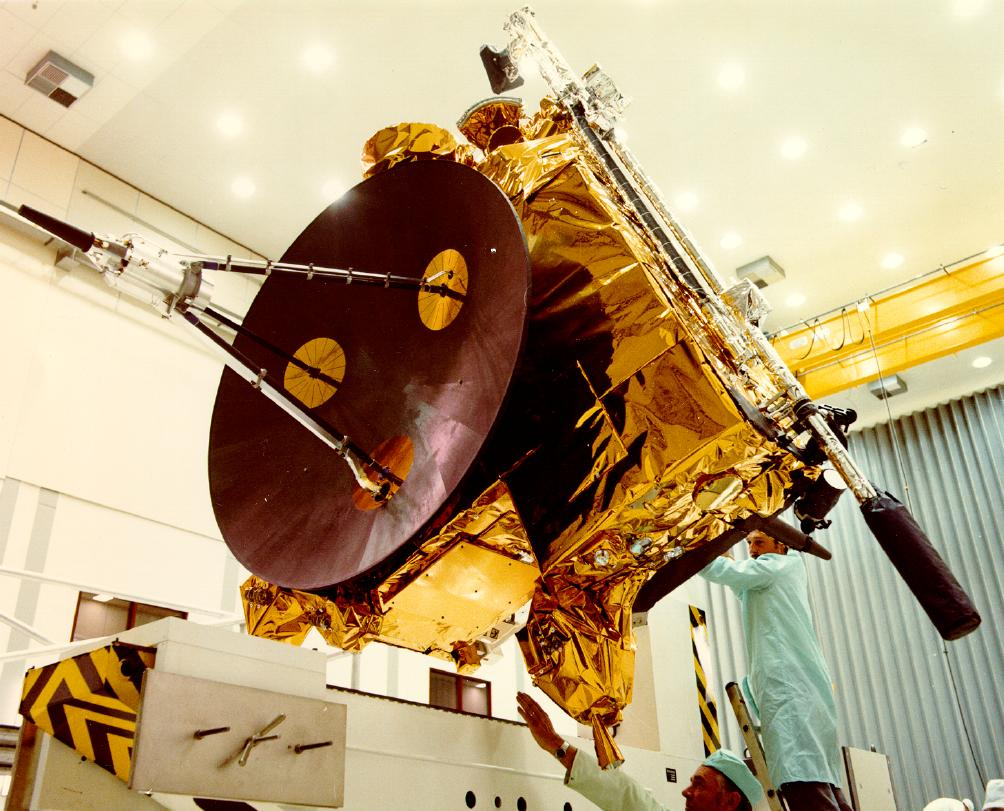
La sonda Ulysses, che attraversò la coda della cometa il 1º maggio 1996.

La sonda Ulysses effettuò un passaggio inaspettato e imprevisto attraverso la coda della cometa il 1º maggio 1996. Le prove dell'avvenuto incontro non furono notate fino al 1998, quando alcuni astronomi, analizzando vecchi dati degli strumenti della Ulysses, rilevarono un calo improvviso nel numero di protoni rilevati, unito ad una variazione del campo magnetico locale. Si resero conto che ciò implicava che la sonda aveva attraversato l'area di influenza di un oggetto, probabilmente una cometa, ma non identificarono quale.
Due anni dopo, nel 2000, due gruppi di ricerca indipendenti analizzarono i dati dello stesso evento. Un gruppo, mediante magnetometri, stabilì che i cambiamenti del campo magnetico erano compatibili con le deformazioni presenti nella coda di ioni o plasmi di una cometa, e cercarono di individuare possibili sorgenti di interferenza; nessuna cometa nota si trovava in prossimità della sonda, e solo la Hyakutake, che al momento si trovava a circa 500 milioni di km di distanza, aveva incrociato il piano orbitale della Ulysses in tempi recenti, ovvero il 23 aprile 1996. Il vento solare aveva una velocità, in quella posizione, di circa 750 km/s, e avrebbe richiesto otto giorni perché la coda raggiungesse la sonda posta a 3,73 UA, circa 45 gradi al di fuori del piano dell'eclittica. L'orientamento della coda, valutato misurando le interferenze nei rilevamenti del campo magnetico, era compatibile con una sorgente posizionata sul piano orbitale della Hyakutake.
Il secondo gruppo di ricerca, lavorando con i dati dello spettrometro sulla composizione degli ioni, scoprì un improvviso picco nei livelli rilevati di particelle ionizzate; anche in questo caso, la relativa abbondanza di elementi chimici rilevati indicava che l'oggetto responsabile era senza dubbio una cometa.
Basandosi sull'incontro della Ulysses, la lunghezza della coda della cometa è stata stimata pari ad almeno 570 milioni di km (3,8 UA). Il valore è quasi il doppio del precedente record, segnato dalla Grande Cometa del 1843 (C/1843 D1), la cui coda dovrebbe aver raggiunto una lunghezza massima di circa 2,2 UA.

## La Cometa nella cultura di massa

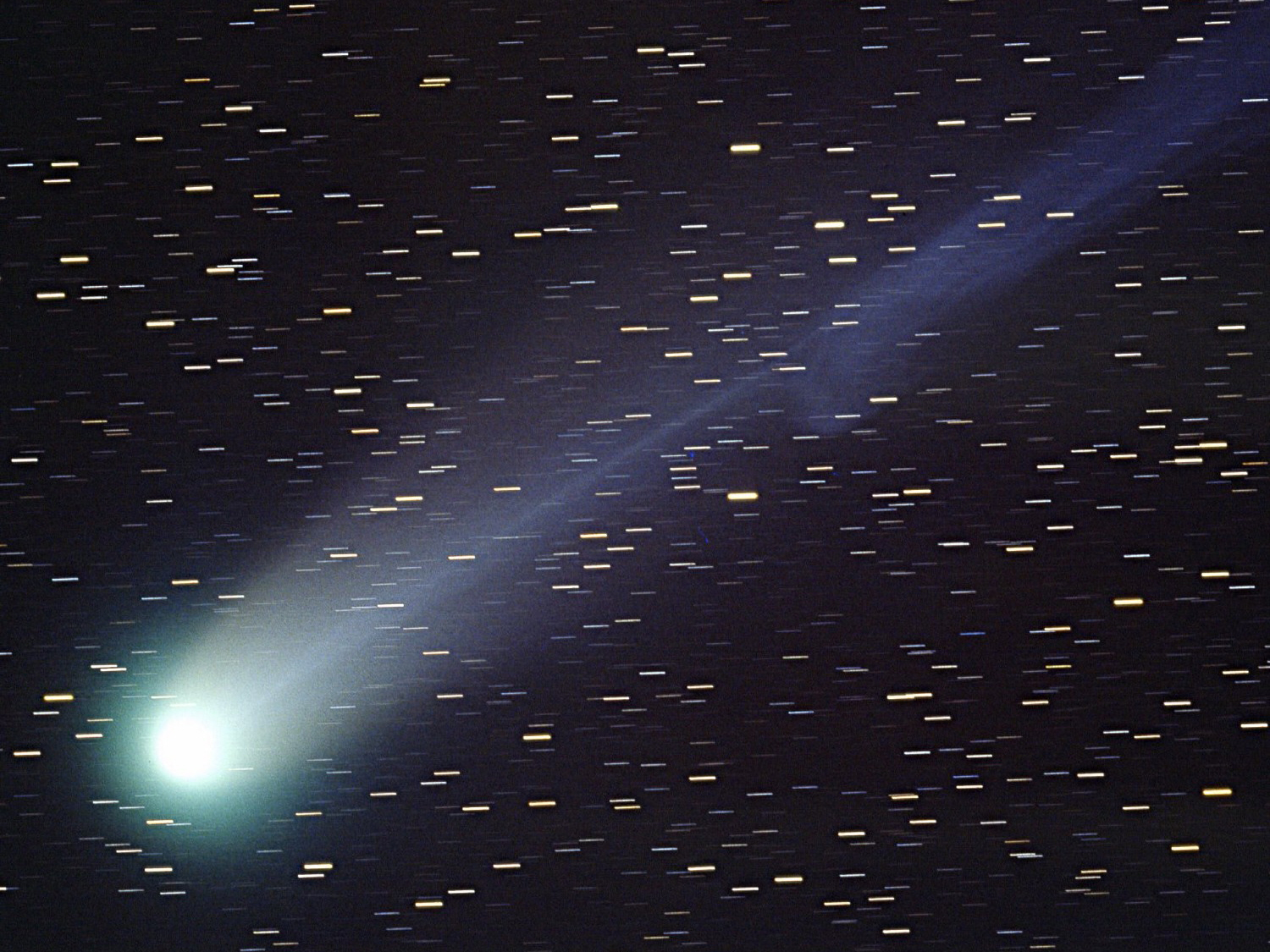
Un'immagine della cometa ripresa attraverso un telescopio amatoriale.

L'apparizione della Cometa Hyakutake ricevette notevole attenzione da parte della stampa, e destò un diffuso interesse tra la popolazione. Nei primi articoli pubblicati furono riportate le previsioni degli astronomi, che parlavano di una cometa che sarebbe passata molto vicino alla Terra e che quindi sarebbe stata probabilmente molto luminosa. Anche quando successivamente si comprese che tali previsioni erano fin troppo ottimistiche, lo spazio sui quotidiani non diminuì e si iniziò ad affiancare, alle informazioni sul passaggio della Hyakutake, quelle sul futuro spettacolo che sarebbe stato offerto dalla Cometa Hale-Bopp l'anno successivo.
Al giungere del momento del massimo avvicinamento alla Terra, l'attenzione dei quotidiani nazionali si riconcentrò interamente sulla Hyakutake: "la cometa che avrebbe fatto registrare il massimo avvicinamento al nostro pianeta dal Quattrocento", "la prima cometa visibile dopo vent'anni anche a occhio nudo" (dopo la cometa West, nel 1976). Il maltempo, tuttavia, impedì l'osservazione del massimo splendore della Cometa Hyakutake in gran parte dell'Italia e del resto d'Europa, ma non determinò un calo dell'interesse sulla cometa; le testate giornalistiche continuarono a segnalare gli sviluppi delle osservazioni scientifiche ed i commenti entusiastici di coloro che erano riusciti a vederla.
La cometa è citata nei film:
- Il ciclone di Leonardo Pieraccioni.[52] In una scena, i membri della famiglia Quarini scrutano il cielo notturno per vedere la cometa Hyakutake, che passa (secondo il film) "una volta ogni 70.000 anni".
- I passi dell'amore di Adam Shankman (tratto dal romanzo di Nicholas Sparks), in cui il protagonista costruisce un telescopio affinché la propria ragazza, morente di leucemia, possa vedere la cometa.[53]

### Titoli generali
- H. Reeves, L'evoluzione cosmica, Milano, Rizzoli–BUR, 2000, ISBN 88-17-25907-1.

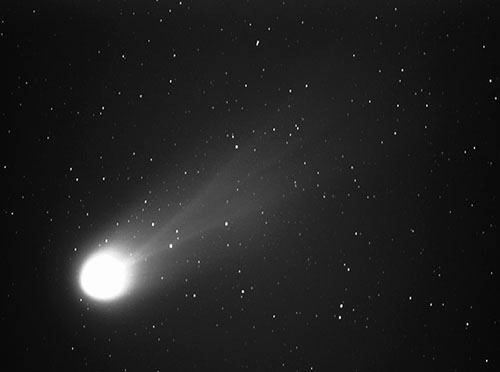
Un'altra immagine della cometa ripresa attraverso un telescopio amatoriale.

- AA.VV, L'Universo - Grande enciclopedia dell'astronomia, Novara, De Agostini, 2002.
- J. Gribbin, Enciclopedia di astronomia e cosmologia, Milano, Garzanti, 2005, ISBN 88-11-50517-8.
- W. Owen et al., Atlante illustrato dell'Universo, Milano, Il Viaggiatore, 2006, ISBN 88-365-3679-4.
- M. Rees, Universo. Dal big bang alla nascita dei pianeti. Dal sistema solare alle galassie più remote, Milano, Mondadori Electa, 2006.

### Titoli specifici

#### Sul sistema solare
- M. Hack, Alla scoperta del sistema solare, Milano, Mondadori Electa, 2003.
- F. Biafore, In viaggio nel sistema solare. Un percorso nello spazio e nel tempo alla luce delle ultime scoperte, Gruppo B, 2008.
- (EN) Vari, Encyclopedia of the Solar System, Gruppo B, 2006, ISBN 0-12-088589-1.

### Pubblicazioni scientifiche (in lingua inglese)
- (EN) N.D. James, Comet C/1996 B2 (Hyakutake): The Great Comet of 1996, in Journal of the British Astronomical Association, vol. 108, giugno 1998,  p. 157, ADS 1998JBAA..108..157J. URL consultato il 19 aprile 2009.
- (EN) Anthony H. Minter, 8.35 and 14.35 GHz continuum observations of comet Hyakutake C/1996 B2, in Astrophysical Journal Letter, vol. 467, n. 1, 1996,  pp. L37–L40, DOI:10.1086/310192. URL consultato il 19 aprile 2009.
- (EN) Nick James, Comet Hyakutake (C/1996 B2) – A preliminary report, in J. Brit. Astron. Assoc., vol. 106, n. 3, 14 aprile 1996. URL consultato il 21 febbraio 2009 (archiviato dall'url originale il 9 gennaio 2009).
- (EN) G.H. Jones, Balogh, A.; Horbury, T.S., Identification of comet Hyakutake's extremely long ion tail from magnetic field signatures (PDF), in Nature, vol. 404, 6 aprile 2000,  p. 574, DOI:10.1038/35007011. URL consultato il 24 aprile 2009.
- (EN) G. Gloeckler, Geiss, J.; Schwadron, N.A. et al, Interception of comet Hyakutake's ion tail at a distance of 500 million kilometres, in Nature, vol. 404, aprile 2000,  p. 576, DOI:10.1038/35007015. URL consultato il 24 aprile 2009.
- (EN) M.J. Mumma, Disanti, M.A., dello Russo, N., Fomenkova, M., Magee-Sauer, K., Kaminski, C.D., and D.X. Xie, Detection of Abundant Ethane and Methane, Along with Carbon Monoxide and Water, in Comet C/1996 B2 Hyakutake: Evidence for Interstellar Origin, in Science, vol. 272, maggio 1996,  p. 1310, DOI:10.1126/science.272.5266.1310. URL consultato il 24 aprile 2009.
- (EN) D. Bockelee-Morvan, Gautier, D.; Lis, D.C.; et al, Deuterated Water in Comet C/1996 B2 (Hyakutake) and Its Implications for the Origin of Comets, in Icarus, vol. 133, maggio 1998,  p. 147. URL consultato il 24 aprile 2009.
- (EN) J. Glanz, Comet Hyakutake Blazes in X-rays, in Science, vol. 272, 1996,  p. 194, DOI:10.1126/science.272.5259.194. URL consultato il 24 aprile 2009.
- (EN) C.M. Lisse, K. Dennerl, J. Englhauser, M. Harden, F. E. Marshall, M. J. Mumma, R. Petre, J. P. Pye, M. J. Ricketts, J. Schmitt, J. Trümper, R. G. West, Discovery of X-ray and Extreme Ultraviolet Emission from Comet C/Hyakutake 1996 B2, in Science, vol. 274, n. 5285, 1996,  pp. 205-209, DOI:10.1126/science.274.5285.205. URL consultato il 24 aprile 2009.
- (EN) C.M. Lisse, Fernández, Y.R.; Kundu, A. et al, The Nucleus of Comet Hyakutake (C/1996 B2), in Icarus, vol. 140, luglio 1999,  p. 189, DOI:10.1006/icar.1999.6131. URL consultato il 24 aprile 2009.
- (EN) J. Sarmecanic, Fomenkova, M.; Jones, B.; Lavezzi, T., Constraints on the Nucleus and Dust Properties from Mid-Infrared Imaging of Comet Hyakutake, in Astrophysical Journal Letters, vol. 483, luglio 1997,  pp. L69, DOI:10.1086/310726. URL consultato il 24 aprile 2009.
- (EN) M. Fulle, Mikuz, H.; Bosio, S., Dust environment of Comet Hyakutake 1996 B2, in Astronomy and Astrophysics, vol. 324, agosto 1997,  p. 1197. URL consultato il 24 aprile 2009.
- (EN) D.C. Jewitt, Matthews, H.E., Submillimeter Continuum Observations of Comet Hyakutake (1996 B2), in Astronomical Journal, vol. 113, 1997,  p. 1145, DOI:10.1086/118333. URL consultato il 24 aprile 2009.
- (EN) D.G. Schleicher, Millis, R.L.; Osip, D.J.; Lederer, S.M., Activity and the Rotation Period of Comet Hyakutake (1996 B2), in Icarus, vol. 131, n. 2, febbraio 1998,  pp. 233-244, DOI:10.1006/icar.1997.5881. URL consultato il 24 aprile 2009.